# Американский крестед
Американский крестед (англ. American Crested Guinea Pig) — порода морских свинок с характерной розеткой (хохолком) на голове. Отличается от английского крестеда строгими требованиями к окрасу: розетка должна быть исключительно белого цвета, независимо от основного окраса тела.

## История породы
Порода была выведена в США в 1970-х годах путём селекции:
- Основой послужили английские крестеды
- Для закрепления признака использовались особи с идеально белыми розетками
- Официальное признание получено в 1974 году Американской ассоциацией кролиководов (ARBA)[3]

## Стандарты породы

### Внешний вид
- Тело: компактное, цилиндрической формы
- Голова: широкая с выраженными щеками
- Уши: крупные (4-5 см), лепестковидные
- Глаза: круглые, цвет соответствует окрасу

### Особенности розетки
1. Расположение: строго по центру лба 2. Диаметр: 2,5-3 см 3. Цвет: исключительно белый (даже у чёрных особей) 4. Форма: идеально круглая без зазубрин

### Окрасы
Признанные варианты:
- Однотонные (селф): чёрный, шоколадный, золотой, белый
- Агути: золотистый, серебристый, кремовый
- Черепаховые
- Гималайский

Дисквалифицирующие признаки:
- Цветные вкрапления в розетке
- Асимметрия хохолка
- Двойная розетка[6]

## Содержание и уход

### Особенности содержания
- Клетка: минимальный размер 60×40 см
- Температура: 18-23 °C
- Подстилка: древесные гранулы или кукурузный наполнитель

### Рацион
Основные компоненты: 1. Сено тимофеевки — 80 % рациона 2. Овощи: морковь, огурцы, кабачки 3. Специальные гранулы с витамином C 4. Фрукты: яблоки, груши (не более 2 раз в неделю)

## Разведение

### Генетические особенности
- Ген белой розетки — рецессивный
- При скрещивании двух американских крестедов 25 % потомства будет с идеальной розеткой
- Оптимальные партнёры для вязки — особи с английским крестедом

### Параметры размножения
- Половое созревание: 3-4 месяца
- Беременность: 59-72 дня
- Количество детёнышей: 2-4
- Вес новорождённых: 80-120 г

## Здоровье
Типичные проблемы породы:
- Заболевания глаз (из-за крупных глазных яблок)
- Отиты (из-за больших ушей)
- Малокклюзия зубов

Средняя продолжительность жизни: 5-7 лет, при идеальном уходе — до 9 лет